# Landesjugendchor Saar
Der Landesjugendchor Saar (LJC Saar) ist der Landesjugendchor des Saarlandes. Der als Projektchor angelegte Jugendchor soll begabte Jugendliche und junge Erwachsene fördern. Der Chor steht unter der Trägerschaft des Saarländischen Chorverbandes.

## Geschichte
Der Chor wurde im Jahr 2008 vom Saarländischen Chorverband gegründet, um aus dem Saarland stammenden begabten Sängerinnen und Sängern zwischen 15 und 27 Jahren zu ermöglichen, projektweise anspruchsvolle Chorliteratur kennenzulernen. Von 2014 bis 2017 arbeitete der Chor mit verschiedenen Dirigenten.
2015 führte der LandesJugendChor Saar zusammen mit dem grenzübergreifenden Robert-Schuman-Chor unter der Leitung von Martin Folz Die Schöpfung von Joseph Haydn auf. Außerdem beteiligte sich der Chor an den Tagen Alter Musik im Saarland (TAMiS) mit ihrem Konzertprogramm „Halt!“ unter dem Motto LandesJugendChor trifft Barock unter der Leitung von Pierre Cao zusammen mit dem TAMIS-Orchester.
Anlässlich des 60. Jahrestages der Volksabstimmung des Saarlandes vom 23. Oktober 1955 wirkte der Chor zudem beim Festakt 2015 zusammen mit dem Landes-Jugend-Symphonie-Orchester Saar mit. 2016 nahm der Chor an der länderübergreifenden Veranstaltung des „Voix du Monde“ in Nancy teil. Künstlerische Leitung dieses Projekts waren Maud Hamon-Loisance und Mathias Staut. Die viertägige Konzertreise nach Nancy endete mit der Abschlussveranstaltung des 18. Voix du Monde „Chants d'honneur“ vor 8.000–10.000 Zuschauern.
Im Winter 2016 erarbeitete der LandesJugendChor zusammen mit Robert Göstl ein Weihnachtsprogramm. Größter Bestandteil dieses Programms war die Weihnachtsgeschichte von Hugo Distler. Außerdem wirkte der Chor bei der Aufführung von „La zarzuela vive“ mit unter der Leitung von Karel Mark Chichon, zusammen mit Teilen des Symphonischen Chors der Großregion Saar.
Ab 2017 stand der Chor unter der künstlerischen Leitung von Kerstin Behnke. Zusammen mit Behnke nahm der Chor am Festival „upgrade 2017“ in Donaueschingen teil, ein Projekt des Netzwerk Neue Musik Baden-Württemberg e. V., der Gesellschaft der Musikfreund Donaueschingen e. V. und der Kulturstiftung des Bundes. Im Repertoire für dieses Festival stand Neue Musik im Vordergrund in Form von Werken von Nikolaus Brass und Michael Edward Edgerton.
Zudem führte der LandesJugendChor 2017 seine Konzertreihe „Laut“ mit gemischtem acapella Programm und interaktivem Programmheft auf.
Seit 2019 steht der Chor unter künstlerischen Leitung von Mauro Barbierato.
2022 nahm der LandesJugendChor an den internationalen Kammerchorwettbewerben in Marktoberdorf und in Genk (Belgien) teil, bei welchen er den 3. Platz belegte sowie zwei Sonderpreise, für die beste Performance eines Volksliedes und für das innovativste und best entwickelte Programm, erhielt.
Im Jahr 2024 nahm der LandesJugendChor an den internationalen Chorwettbewerben in Arezzo teil und gewann einen 2. Preis mit dem monographischen Programm „Francesco Petrarca“ sowie den 3. Preis in der Kategorie „weltliche Musik“.
Im Rahmen des Volkstrauertags 2024 sang der Landesjugendchor Saar bei der zentralen Gedenkfeier im deutschen Bundestag.

## Arbeitsweise
Der Chor wurde seit seiner Gründung von dem Ehepaar Alexander Lauer und Stefanie Fels-Lauer geleitet. Letztere verantwortete die angebotene Einzelstimmbildung. Ende 2014 legten beide die Leitung des Chores nieder. Von 2017 bis 2019 übernahm Kerstin Behnke die künstlerische Leitung des Chores. Sowohl für die Stimmbildung als auch für die organisatorische Leitung waren von 2014 bis 2019 Michael Marz und Angela Lösch verantwortlich. Seit 2019 singt der Landesjugendchor Saar unter der künstlerischen Leitung von Mauro Barbierato. Die Stimmbildung zuständig ist seit 2019 Larissa Eckstein. Pro Jahr finden durchschnittlich drei Arbeitsphasen statt.
Die Programme umfassen geistliche und weltliche Chorliteratur.

## Diskografie
- Hear a voice (2010)
- Ecoutez! Listen! (2014)

## Preise und Auszeichnungen
- 2012: Deutsches Chorfest in Frankfurt am Main: 1. Preis (Alte Musik/Klassik A), 2. Preis (Moderne A), Sonderpreis (Bester Chor aller Kategorien)[13][14]
- 2021: Internationaler Kammerchorwettbewerb in Marktoberdorf: 3. Preis (Gemischter Chor), Sonderpreis (Beste Performance eines Volksliedes), Sonderpreis (Innovativstes und bestentwickeltes Programm)[15]
- 2024: 72nd Guido d’Arezzo International Polyphonic Competition: 2. Preis (Monografisches Programm Francesco Pertrarca), 3. Preis (Weltliche Musik)[16]